# Dahlen (Saxônia)
Dahlen é um município da Alemanha, situado no distrito da Saxônia do Norte, no estado da Saxônia. Tem 71,68 km² de área, e sua população em 2019 foi estimada em 4.245 habitantes.